# Justin Cooper
Pour les articles homonymes, voir Cooper.
Justin Cooper est un acteur américain né le 17 novembre 1988. Il a commencé sa carrière au cinéma avec le film Menteur, menteur en 1997.

## Biographie
Justin Cooper né à Los Angeles, il a été connu pour son rôle de Max Reede dans le film Menteur, menteur en 1997 aux côtés de Jim Carrey et Maura Tierney.

## Filmographie

### Cinéma
- 1997 : Menteur, menteur : Max Reede
- 1998 : Les Aventures de Ragtime (The Adventures of Ragtime) : Barkley Blue
- 1998 : Denis la Malice sème la panique : Denis Mitchell

### Télévision

#### Séries télévisées
- 1993 : La Fête à la maison : Linus Plankin
- 1994-1995 : Les garçons sont de retour (en) (The Boys Are Back) : Nicky Hansen
- 1995 : Urgences : Kid
- 1996 : Hôpital central : Lucas Cooper
- 1997 : Incorrigible Cory : Ryan
- 1998 : Les 7 mercenaires : Billy Travis
- 1998-1999 : Un frère sur les bras (en) (Brother's Keeper) : Oscar Waide
- 1999 : Les Anges du bonheur : Dylan Mackenzie
- 2001 : All About Us (en) : Mike Alcott
- 2002 : Sacred Ground : Willie Wilden
- 2003 : The Practice : Bobby Donnell & associés : Timothy Graham

#### Téléfilms
- 2001 : The Big House : Dirk